# Мак Василь Тимофійович
Васи́ль Тимофі́йович Мак (* 25 січня 1949, Кам'янець-Подільський) — доктор фізико-математичних наук (1997), професор.

## Біографічні відомості
1966 року закінчив із золотою медаллю середню школу № 1 в Кам'янці-Подільському.
Працює в Одеському національному університеті. Завідувач кафедри менеджменту та математичного моделювання ринкових процесів.
1997 року захистив докторську дисертацію «Роль радіаційно стимульованих процесів у модифікації властивостей напівпровідників і напівпровідникових приладів із дефектами структури».